# Монтјовет (Долина Аосте)
Монтјовет (итал. Montjovet) је насеље у Италији у округу Долина Аосте, региону Долина Аосте.
Према процени из 2011. у насељу је живело 1742 становника. Насеље се налази на надморској висини од 384 м.

## Становништво
Према резултатима пописа становништва 2011. у општини је живело 1.831 становника.
| 1931. | 1936. | 1951. | 1961. | 1971. | 1981. | 1991. | 2001. | 2011. |
| ----- | ----- | ----- | ----- | ----- | ----- | ----- | ----- | ----- |
| 1.614 | 1.479 | 1.423 | 1.368 | 1.293 | 1.244 | 1.357 | 1.742 | 1.831 |